# Patti Austin

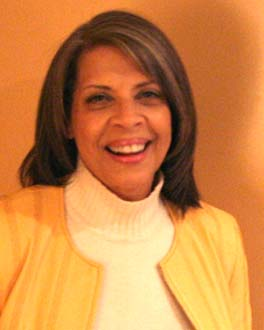
Patti Austin (2007)

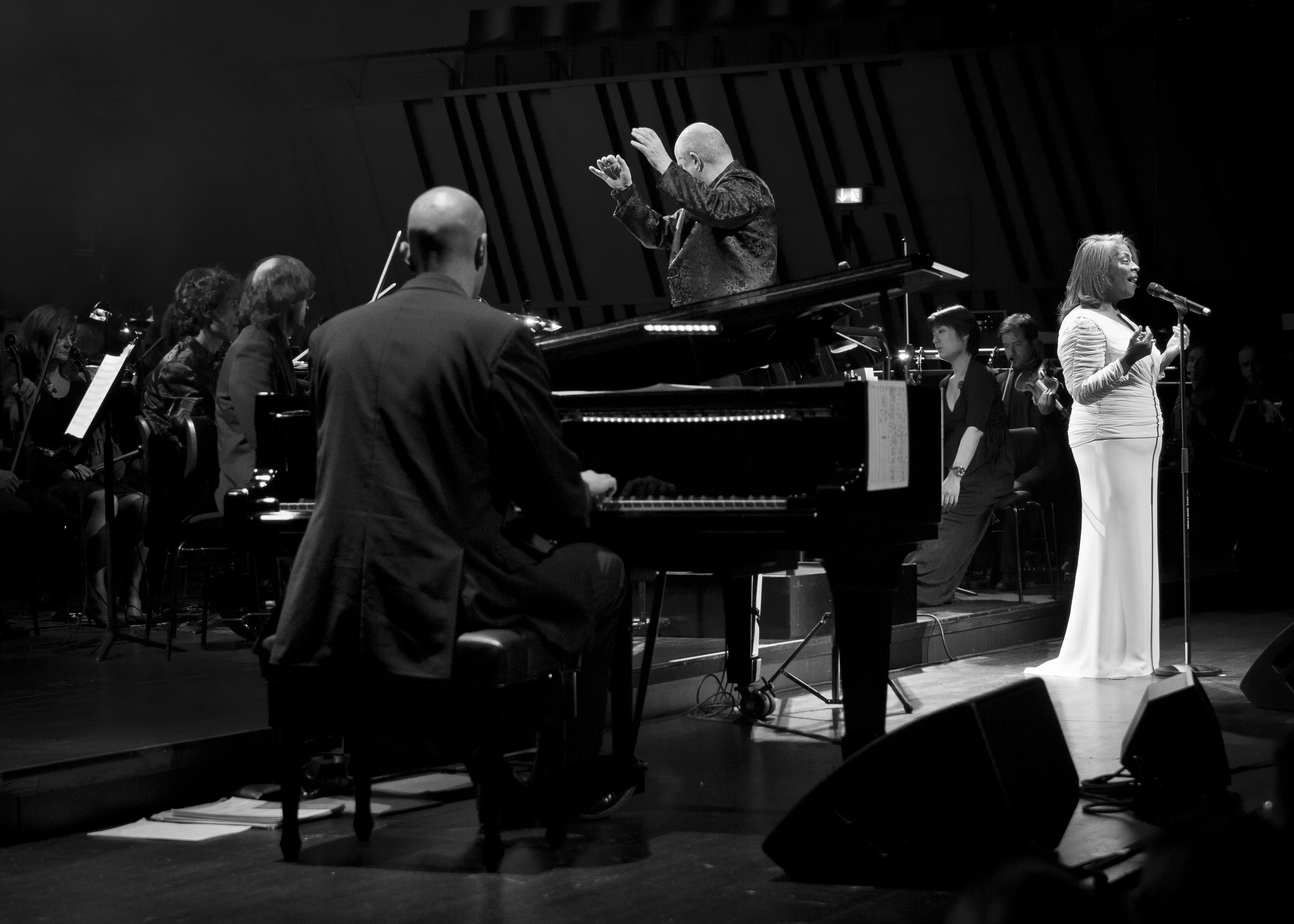
Patti Austin und das Orchestre National de Jazz, Philharmonie de Luxembourg 2011

Patti Austin (* 10. August 1950 in New York City, New York) ist eine US-amerikanische Sängerin und Songschreiberin. Ihr seit den 1960er Jahren aufgebautes Repertoire spannt einen großen Bogen an Genres, von R&B und Soul bis hin zu Jazz und Pop. Sie ist darüber hinaus gelegentlich auch als Arrangeurin sowie Musikproduzentin in Erscheinung getreten. Ihr größter Hit, die Soulballade Baby, Come to Me, im Duett mit James Ingram, stand 1983 für zwei Wochen auf Platz eins der amerikanischen Single-Charts. Darüber hinaus platzierte sie 20 Hits in den R&B-Charts ihrer Heimat. Austin wurde seit 1981 insgesamt sieben Mal für einen Grammy nominiert und gewann die Auszeichnung 2007 für Avant Gershwin.

## Leben und Wirken
Im Alter von vier Jahren fiel Austin dem Produzent Quincy Jones bei einer Plattenproduktion ihrer Patentante, Dinah Washington, auf, bei der ihr Vater Gordon Austin Posaune spielte. Jones übernahm fortan eine freiwillige Patenfunktion und förderte ihre Karriere. Mit fünf Jahren trat sie zum ersten Mal im Apollo Theater in Harlem auf. Mit neun Jahren gehörte sie zur Tourneetruppe der „Bluesoper“ Free and Easy und trat 1959 und 1960 in Amsterdam, Brüssel und Paris auf. Mit 16 Jahren gewann sie den Song Contest in Rio de Janeiro. In den 1960er und 1970er Jahren tourte sie als Background-Sängerin mit Künstlern wie Sammy Davis Jr., Harry Belafonte oder Roberta Flack. Auch als Studio-Sängerin war sie gefragt. So ist sie unter anderem auf den Alben Foreigner (1973) von Cat Stevens, Stingray (1976) von Joe Cocker oder Futures (1977) von Burt Bacharach zu hören.
Austins eigene Solo-Aufnahmen floppten derweil. Lediglich mit der Single The Family Tree gelang ihr 1969 ein Achtungserfolg in den amerikanischen R&B-Charts (Platz 46). Weitere Aufmerksamkeit brachten ihr die Aufnahmen für Creed Taylors  CTI Label: Vier Alben veröffentlichte Austin hier, mit Say You Love (1977), We're in Love (1978) und Body Language (1980, eine Isaac-Hayes-Komposition) gelangen ihr weitere kleine R&B-Hits. Außerdem sang sie mit Michael Jackson das Pop-Duett It's the Falling in Love, das 1979 auf seinem millionenfach verkauften Album Off the Wall veröffentlicht wurde. Ein weiteres Duett, dieses Mal mit George Benson und deutlich jazziger, wurde im Jahr darauf im Rahmen seines Albums Give Me the Night millionenfach verkauft.
Weitere Aufmerksamkeit und letztendlich den Durchbruch in den R&B-Charts brachte Austins Mitwirkung an Quincy Jones’ Album The Dude im Jahre 1981. Die Single Razzamatazz schaffte den Sprung in die Top-20 der R&B-Hitliste. Ihr endgültiger Durchbruch war schließlich das Duett Baby, Come to Me mit James Ingram, einem weiteren Schützling von Jones. Der Song wurde in der Serie General Hospital gespielt und erhielt hierdurch besondere Aufmerksamkeit. Anfang 1983 platzierte sich der Titel auf Platz eins der amerikanischen Single-Charts. Im Jahre 1983 folgte der Song How Do You Keep the Music Playing, ebenfalls ein Duett mit Ingram. Jones hatte Austin für diese Aufnahmen bei seinem Label Qwest unter Vertrag genommen. Hier veröffentlichte sie bis zum Ende des Jahrzehnts vier aufwendig produzierte Alben. Weitere, deutlich kleinere Hits gelangen Austin mit Do You Love Me? (1981), It's Gonna Be Special (1984, aus dem Soundtrack zu Zwei vom gleichen Schlag), Honey for the Bees (1985, Cover eines Alison-Moyet-Titels) und The Heat of Heat (1986).
Mit dem zwar hochgelobten, aber weniger erfolgreichen Album The Real Me, das Standards wie Smoke Gets in Your Eyes und True Love beinhaltet, endete Austins Zusammenarbeit mit Qwest. 1989 war sie am Jubiläumsalbum zur Cartoon-Serie Happy Anniversary, Charlie Brown! beteiligt. Ein Jahr später folgte die Jazzproduktion Love Is Gonna Getcha bei GRP. Austin beteiligte sich an der New York Rock and Soul Revue, trat 1992 neben Barbra Streisand in Benefizkonzerten für das Hollywood Women's Political Committee sowie für Commitment to Life IV zugunsten der Aidshilfe auf.
Sie ist außerdem auf Platten von Billy Joel, Frankie Valli, Steely Dan oder Paul Simon zu hören. Seit Erscheinen ihres Tributalbums For Ella mit der WDR Big Band Köln, das 2003 für einen Grammy als Best Vocal Jazzalbum nominiert wurde, wird die Sängerin mit der ausdrucksstarken Stimme endgültig als Jazzsängerin wahrgenommen. Für Avant Gershwin als dem besten Jazz-Gesangsalbum erhielt sie einen Grammy 2008 zusammen mit der WDR Big Band.

## Diskografie

### Studioalben
| Jahr | Titel                      | Höchstplatzierung, Gesamtwochen, AuszeichnungChartplatzierungen (Jahr, Titel, Platzierungen, Wochen, Auszeichnungen, Anmerkungen) | Höchstplatzierung, Gesamtwochen, AuszeichnungChartplatzierungen (Jahr, Titel, Platzierungen, Wochen, Auszeichnungen, Anmerkungen) | Anmerkungen                          |
| Jahr | Titel                      | UK | US | Anmerkungen                          |
| ---- | -------------------------- | --- | --- | ------------------------------------ |
| 1977 | Havana Candy               | — | US116 (13 Wo.)US | Erstveröffentlichung: 1977           |
| 1981 | Every Home Should Have One | UK99 (1 Wo.)UK | US36 (44 Wo.)US | Erstveröffentlichung: September 1981 |
| 1984 | Patti Austin               | — | US87 (18 Wo.)US | Erstveröffentlichung: 1984           |
| 1985 | Gettin’ Away With Murder   | — | US182 (4 Wo.)US | Erstveröffentlichung: 1985           |
| 1990 | Love Is Gonna Getcha       | — | US93 (17 Wo.)US | Erstveröffentlichung: 1990           |

Weitere Alben
- 1976: End of a Rainbow
- 1980: Body Language
- 1983: In My Life
- 1988: The Real Me
- 1991: Carry On
- 1994: That Secret Place
- 1996: Jukebox Dreams
- 1998: In & Out of Love
- 1999: Street of Dreams
- 2001: On the Way to Love
- 2002: For Ella
- 2003: „Papillon“ feat. Patti Austin and Frances Yip
- 2007: Avant Gershwin
- 2011: Sound Advice
- 2016: Mighty Musical Fairy Tales
- 2023: For Ella 2 (feat. Gordon Goodwin’s Big Phat Band)

### Livealben
- 1979: Live at The Bottom Line – Dieses Album existiert in zwei deutlich verschiedenen Fassungen: Für das ursprüngliche Vinyl-Album wurden die Live-Tracks durch Overdubs im Studio (einschließlich der Gesangsparts) substantiell überarbeitet. Die Produzenten der CD-Erstveröffentlichung (Columbia Jazz, 1991) ließen die Overdubs beiseite und griffen auf die originalen Live-Aufnahmen zurück.[4] Im Jahr 2017 wurde auch die Fassung der Vinyl-Erstveröffentlichung (mit den Overdubs) auf CD herausgegeben (King Record Co./Japan).
- 1992: Live
- 2017: Ella & Louis (mit  James Morrison)

### Kompilationen
- 1983: In My Life
- 1994: The Best of Patti Austin
- 1995: The Ultimate Collection
- 1999: Take Away the Pain Stain
- 1999: The Best of Patti Austin (nur Japan)
- 2001: The Very Best of Patti Austin
- 2002: The CTI Collection
- 2003: Baby Come to Me and Other Hits
- 2005: Love Collection
- 2007: Intimate

### Singles
| Jahr | Titel Album                                                                              | Höchstplatzierung, Gesamtwochen, AuszeichnungChartplatzierungen (Jahr, Titel, Album, Platzierungen, Wochen, Auszeichnungen, Anmerkungen) | Höchstplatzierung, Gesamtwochen, AuszeichnungChartplatzierungen (Jahr, Titel, Album, Platzierungen, Wochen, Auszeichnungen, Anmerkungen) | Anmerkungen                                               |
| Jahr | Titel Album                                                                              | UK | US | Anmerkungen                                               |
| ---- | ---------------------------------------------------------------------------------------- | --- | --- | --------------------------------------------------------- |
| 1981 | Razzamatazz The Very Best of Patti Austin / The Dude                                     | UK11 (9 Wo.)UK | — | Erstveröffentlichung: Juni 1981 mit Quincy Jones          |
| 1982 | Every Home Should Have One                                                               | — | US62 (15 Wo.)US | Erstveröffentlichung: Januar 1982                         |
| 1982 | Baby, Come to Me The Very Best of Patti Austin / Greatest Hits: The Power of Great Music | UK11 (11 Wo.)UK | US1 Gold · (32 Wo.)US | Erstveröffentlichung: April 1982 mit James Ingram         |
| 1983 | How Do You Keep The Music Playing The Very Best Of Patti Austin / It’s Your Night        | — | US45 (17 Wo.)US | Erstveröffentlichung: April 1983 mit James Ingram         |
| 1984 | It’s Gonna Be Special Patti Austin                                                       | — | US82 (4 Wo.)US | Erstveröffentlichung: Januar 1984                         |
| 1984 | Rhythm of the Street Patti Austin                                                        | UK96 (1 Wo.)UK | — | Erstveröffentlichung: August 1984                         |
| 1985 | Gimme, Gimme, Gimme The Very Best of Patti Austin / The Nature of Things                 | UK87 (3 Wo.)UK | — | Erstveröffentlichung: März 1985 mit Narada Michael Walden |
| 1986 | The Heat of Heat Gettin’ Away with Murder                                                | UK76 (3 Wo.)UK | US55 (9 Wo.)US | Erstveröffentlichung: März 1986                           |
| 1992 | I’ll Keep Your Dreams Alive                                                              | UK68 (1 Wo.)UK | — | Erstveröffentlichung: August 1992 mit George Benson       |

## Auszeichnung
2015: Joachim-Ernst-Berendt-Ehrenpreis der Stadt Baden-Baden (Verleihung am 11. März 2015 in Baden-Baden im Rahmen des Mr. M´s Jazz Club Festivals)